# Fosgeniet
Fosgeniet (ook: phosgeniet) is een zeldzaam loodhoudend mineraal, behorende tot de carbonaatgroep, met de chemische formule (PbCl)2CO3. Fosgenietkristallen zijn tetragonaal, die echter niet kunnen gebruikt worden als edelstenen, omdat ze te zacht zijn om te bewerken. De kristalkleur kan variëren van kleurloos tot wit, geel, bruin en zelfs groen of roze.

## Naamgeving
Fosgeniet kreeg zijn naam door het toevallige feit dat het 3 dezelfde elementen (koolstof, chloor en zuurstof) bevat als fosgeen.

## Ontstaan en herkomst
Fosgeniet is een secundair mineraal dat ontstaat wanneer andere mineralen, die lood bevatten, op de een of andere manier worden veranderd. Dit gebeurt vooral waar onder invloed van zout water loodcarbonaat (zoals het mineraal cerussiet) en chloor zich met elkaar verbinden tot loodchloorkoolstof.
Het mineraal wordt meestal gevonden in aangrenzende secundaire loodhoudende mineralen, zoals anglesiet. Vindplaatsen van fosgeniet zijn onder andere Sardinië en Californië en Colorado in de Verenigde Staten. Microkristallen zijn te vinden in onder andere Lavrion (Griekenland), Tarnów (Polen), Tsumeb (Namibië) en Matlock (Engeland).

## Kenmerken
Fosgeniet hoort bij de carbonaatgroep der mineralen en is een chloorkoolstofverbinding van lood. Hoewel het hoge tot zeer hoge concentraties lood bevat (76%), wordt het mineraal niet gebruikt als grondstof van het metaal. Daarvoor is het te zeldzaam. Bovendien komt het nooit voor in afzettingen die groot genoeg zijn om de winning economisch haalbaar te maken.
Fosgeniet heeft een tetragonale kristalstructuur, die vaak als prisma met driehoekige vlakken is gevormd. De kristallen hebben meestal veel facetten en strepen over de hele lengte. In een ander geval komen de kristallen voor als vrij plompe eenheden met platte vlakken. Het mineraal heeft ook een perfecte splijting, waarbij het breukoppervlak een conchoïdale of schelpvormige vorm heeft.